# Zodiac (film)
 For alternative betydninger, se Zodiac (flertydig). (Se også artikler, som begynder med Zodiac)

Zodiac er en amerikansk film fra 2007 instrueret af David Fincher og baseret på Robert Graysmiths non-fiction bog af samme navn. En Paramount Pictures og Warner Bros. Pictures fælles produktion med stjernerne Jake Gyllenhaal, Mark Ruffalo og Robert Downey Jr..
Zodiac fortæller historien om jagten på en berygtet seriemorder kaldet "Zodiac", der dræbte i og omkring San Francisco Bay Area i slutningen af 1960'erne og begyndelsen af 1970'erne, han efterlader flere ofre i sit kølvand, og håner politiet med brev, med kryptiske bogstaver og ciphers sendt til aviser. Sagen er stadig en af San Franciscos mest berygtede uløste forbrydelser.
Manuskriptforfatter James Vanderbilt, og producer Brad Fischer brugte 18 måneder på at foretage deres egen undersøgelse og forskning i Zodiac morderne.

## Rolleliste
- Robert Graysmith – Jake Gyllenhaal
- Paul Avery – Robert Downey Jr.
- Dave Toschi – Mark Ruffalo
- Bill Armstrong – Anthony Edwards
- Catherine Allen – Jules Bruff
- Melvin Belli – Brian Cox
- Linda Ferrin – Clea DuVall
- Melanie – Chloë Sevigny
- Kathleen John – Ione Skye
- Arthur Leigh Allen – John Carroll Lynch